# Mark Tremonti
Mark Thomas Tremonti (né le 18 avril 1974) est un musicien américain, chanteur et auteur-compositeur, mieux connu en tant que guitariste de Creed et d'Alter Bridge. Il est le fondateur de plusieurs groupes et a collaboré avec plusieurs artistes au fil des années. Il a formé son propre groupe, Tremonti, en 2011, et sort son premier album solo All I Was en juillet 2012.
Durant les premières années avec Creed, Tremonti a obtenu une certaine notoriété en tant que guitariste et auteur compositeur, et a reçu de nombreuses récompenses, dont un Grammy Awards pour le single « With Arms Wide Open ». Il est aussi nommé « Guitariste de l'année » pour la troisième année consécutive par le magazine américain Guitar World. En 2011 il est listé quatrième meilleur guitariste de heavy metal de tous les temps par le magazine Total Guitar.

## Biographie
Côté vocal, bien qu'il soit habituellement limité à un rôle de choriste, il a cependant chanté ou cochanté plusieurs morceaux, tels que « My Own Prison », « A Thousand Faces » de Creed, ou plus récemment « Words Darker Than Their Wings » et « Water Rising » d'Alter Bridge.
Il eut cependant loisir de parfaire sa technique vocale et composa un album solo entier (en tant que chanteur leader et choriste) intitulé All I Was sorti en juillet 2012, et se représenta en tournée en 2012-2013.
Côté guitare, il joue sur sa signature PRS mark tremonti Single cut déclinée en quatre versions : USA fixed bridge, USA with whammy bar, SE fixed bridge et SE Tremonti Custom with whammy bar.